# Club Sporting Pizarro
El Sporting Pizarro es un club de fútbol del Perú de la ciudad de Tumbes en el departamento de Tumbes. Fue fundado en 1964 y participa en la Copa Perú.

## Historia
El cuadro crema es un habitual representante del departamento de Tumbes en la Etapa Regional de la Copa Perú. Su nombre proviene del Puerto Pizarro, una caleta que es el balneario de la ciudad de Tumbes. 
En la Copa Perú 2001 fue eliminado en la primera fase de esa etapa por Atlético Grau de Piura en un tercer partido tras ganar cada uno su respectivo encuentro como local. Nuevamente el mismo equipo lo eliminaría en la Copa Perú 2003 también en un tercer juego. Dos años después, en la Copa Perú 2005, igualó en el primer lugar de su grupo en la Región I con el Boca Juniors de Ferreñafe siendo eliminado en el partido de desempate.
En la Copa Perú 2007 el equipo dirigido por Carlos Carbonell logró el pase a la Etapa Nacional luego de ganar el grupo A de la Región I superando al Cosmos de Talara por diferencia de goles. Pero fue eliminado en octavos de final por el Sport Vallejo de Trujillo luego de empatar 2-2 en Tumbes y perder 1-0 como visitante.
En el 2009 participó en la primera edición de la Liga Superior de Tumbes donde logró el segundo lugar finalizando a un punto del Sport Pampas. El subcampeonato le permitió participar de la Etapa Departamental de Tumbes donde igualó en el segundo lugar con el Barza SC. El partido de desempate por el pase a la Etapa Regional terminó 1-1 por lo que se definió por tiros desde el punto penal perdiendo Pizarro por 4-3.
Al año siguiente logró el título de la Liga Superior de Tumbes luego de vencer en la final por 3-1 al Deportivo Pacífico de Zarumilla. Luego de lograr también el título departamental fue eliminado de la Copa Perú 2010 en la Etapa Regional tras terminar en segundo lugar de su grupo en la Región I detrás del Atlético Grau.
En 2011 se convierte en el abanderado del fútbol tumbesino que participará en el Torneo Intermedio 2011. Los pizarristas terminaron desplazando al Defensor San José que en los últimos años había logrado arribar a las instancias finales de la Copa Perú pero, en el criterio de los organizadores del torneo, terminó primando el tema histórico y el apego de los cremas con la afición tumbesina. En ese campeonato dejaron fuera a Unión Comercio, de Primera División, en la primera fase pero fueron eliminados en octavos de final por el Sport Huancayo, también de Primera, por penales.
En la Copa Perú 2012 Sporting Pizarro fue campeón de la Liga Superior de Tumbes y luego de la Departamental. Ganó su grupo de la Etapa Regional dejando atrás a Willy Serrato y llegó nuevamente a la Etapa Nacional. Allí eliminó en octavos de final a  Juventud Bellavista por penales y en la fase siguiente quedó eliminado ante Universidad Técnica de Cajamarca tras un empate 0-0 en la ida y perder 4-0 de visitante.
Fue subcampeón de la Liga Superior de Tumbes en 2014 y clasificó a la Etapa Departamental donde llegó a la liguilla final quedando en cuarto lugar. En los años siguientes no pudo superar la primera fase de la Liga Superior.
En 2017 terminó en último lugar de la Liga Superior por lo que retornó a su liga de origen. Al año siguiente se retiró antes del inicio de la Primera División de la Liga Distrital de Tumbes y desde entonces no participa en torneos oficiales. 

## Uniforme
- Uniforme titular: Camiseta crema, pantalón crema, medias negras.
- Uniforme alterno: Camiseta granate, pantalón granate, medias granate.

### Indumentaria y patrocinador
| Periodo   | Proveedor |
| --------- | --------- |
| 2010-2011 | Walon     |
| 2012      | Real      |

| Periodo | Patrocinador                         |
| ------- | ------------------------------------ |
| 2011    | Lourdes y Franchesca Moscoso Rosillo |
| 2012    | VIÑAS                                |
| 2012    | BPZ                                  |

## Entrenadores
- Moisés Barack (2001)
- Carlos Carbonel (2007)
- Jorge Zúñiga (2007)
- Rigoberto Zapata Carrasco (2009)
- Jorge Zúñiga (2009)
- Rigoberto Zapata Carrasco (2010)
- Medardo Arce (2011)
- Enrique Zuzunaga (2011)
- Mario Flores (2012)
- Rigoberto Zapata Carrasco (2013-2014)
- Medardo Arce (2014-2015)
- René Rujel Marchán (2015)
- Enrique Zuzunaga (2016)

## Palmarés
| Competición regional               | Títulos                       | Subcampeonatos |
| ---------------------------------- | ----------------------------- | -------------- |
| Etapa Regional - Región I (0/1)    |                               | 2007.          |
| Liga Departamental de Tumbes (5/1) | 2001, 2003, 2005, 2010, 2012. | 2007.          |
| Liga Superior de Tumbes (2/2)      | 2010, 2012.                   | 2009, 2014.    |
| Liga Provincial de Tumbes (1/1)    | 2003.                         | 2007.          |
| Liga Distrital de Tumbes (1/0)     | 2007.                         |                |